# Заверуха Іван Теодорович
о. Іван Заверуха, Іван Теодорович Заверуха (17 січня 1881, с. Гадинківці, Австро-Угорщина — 15 грудня 1961, с. Рибники, нині Україна) — український священнослужитель, просвітній діяч, літератор. Доктор теології, крилошанин, декан УГКЦ.

## Життєпис
Іван Заверуха народився 1881 року у селі Гадинківцях, нині Копичинецької громади Чортківського району Тернопільської области України.
Закінчив Львівську духовну семінарію, богословський факультет Інсбруцького університету (1905—1907). З У 1909—1914 роках був сотрудником на парафії в селі Острів біля Тернополя, потім — адміністратором (з 1918) і парохом (1924—1929) в селі Жуків на Бережанщині і одночасно адміністратором (1924—1927) і деканом (1927—1929) Бережанського деканату. Від 1929 року — на парафії в Рибниках, де діяльний у «Просвіті», «Сільському господарі», «Союзі українок» та инших товариствах, співорганізатор деяких із них.
У 1939 і 1946 роках заарештований органами НКВС, 1950 — МДБ; 8 липня 1950 року засуджений «за антирадянську агітацію» на 25 років ув'язнення; покарання відбував у ВТТ поблизу м. Омськ (нині РФ). Звільнений 8 січня 1955 року, реабілітований 2 червня 1993.
Помер 15 грудня 1961 року. Похований у родинному селі.

## Доробок
Статті та поезії релігійної і морально-етичної тематики опубліковані у християнських виданнях і часописах краю.